# You're Nothing
You're Nothing è il secondo album in studio del gruppo musicale danese Iceage, pubblicato nel 2013.

## Tracce
1. Ecstasy – 2:29
2. Coalition – 2:03
3. Interlude – 1:44
4. Burning Hand – 3:22
5. In Haze – 3:01
6. Morals – 3:21
7. Everything Drifts – 2:41
8. Wounded Hearts – 2:29
9. It Might Hit First – 1:22
10. Rodfæstet – 1:45
11. Awake – 2:27
12. You're Nothing – 1:45